# Discrete optimized protein energy
DOPE,  o Discrete Optimized Protein Energy, è un potenziale statistico utilizzato per valutare il modello di omologia in previsione della risoluzione della struttura delle proteine. DOPE si basa su un miglioramento dello stato di riferimento che corrisponde agli atomi non interagenti in una sfera omogenea con il raggio dipendente dalla struttura nativa di un campione; rappresenta dunque la forma sferica e finita delle strutture native. È incluso nel popolare software modellazione per omologia Modeller e utilizzato per valutare l'energia del modello di proteina generata attraverso molte iterazioni da Modeller, che produce modelli di omologia tenendo conto dei vincoli spaziali. I modelli restituendo il valore minimo di molpdfs possono essere scelti come le migliori probabili strutture e possono essere ulteriormente utilizzate per valutarle con il punteggio di DOPE. Come la versione attuale del software Modeller, DOPE è implementato in Python ed è gestito all'interno dell'ambiente Modeller. Il metodo DOPE viene generalmente utilizzato per valutare la qualità di un modello di struttura nel suo complesso. In alternativa, DOPE può anche generare un profilo energetico residuo-per-residuo per il modello di input, rendendo possibile all'utente l'individuazione della regione problematica nel modello di struttura.